# Грищенко, Павел Яковлевич
Павел Яковлевич Грищенко (1921—1997) — старший сержант Советской Армии, участник Великой Отечественной войны, Герой Советского Союза (1945). Почётный гражданин города Хабаровска.

## Биография
Павел Грищенко родился 9 июня 1921 года в селе Ново-Братка (ныне — Михайловский район Амурской области) в семье крестьянина. Окончил неполную среднюю школу, работал счетоводом-кассиром. В ноябре 1941 года Грищенко был призван на службу в Рабоче-крестьянскую Красную Армию. С января 1942 года — на фронтах Великой Отечественной войны. Принимал участие в Сталинградской и Курской битвах. К январю 1945 года старший сержант Павел Грищенко командовал орудийным расчётом 493-го истребительно-противотанкового артиллерийского полка 13-й армии 1-го Украинского фронта. Отличился во время форсирования Одера.
29 января 1945 года расчёт Грищенко переправился через Одер в районе населённого пункта Тарксдорф к югу от польского города Сьцинава и при его штурме уничтожил 3 немецких танка. Когда орудие было уничтожено, Грищенко организовал круговую оборону и связками гранат лично подорвал 2 танка противника и 1 бронетранспортёр.
Указом Президиума Верховного Совета СССР от 10 апреля 1945 года за «образцовое выполнение боевых заданий командования на фронте борьбы с немецкими захватчиками и проявленные при этом мужество и героизм» старший сержант Павел Грищенко был удостоен высокого звания Героя Советского Союза с вручением ордена Ленина и медали «Золотая Звезда» за номером 8858.
Всего же за время войны расчёт Грищенко уничтожил 13 танков, 4 самоходных артиллерийских орудия, 13 бронетранспортёров, 26 пулемётов, 2 тягача, 420 вражеских солдат и офицеров.
После окончания войны он принимал участие в ликвидации бандформирований в Львовской области и Карпатах. В 1946 году он был демобилизован. Окончил Хабаровскую юридическую школу. С 1948 года работал в прокуратуре Хабаровского края, был прокурором Железнодорожного, затем Индустриального районов Хабаровска, позднее стал Хабаровским городским прокурором. В 1953 году он окончил Всесоюзный юридический институт. С 1968 года Грищенко работал в органах МВД СССР. В 1988 году в звании полковника милиции вышел в отставку.

Могила Грищенко Павла Яковлевича на Центральном кладбище Хабаровска.

Проживал в Хабаровске, умер 3 марта 1997 года, похоронен на Центральном кладбище Хабаровска.
Был также награждён орденами Отечественной войны 1-й и 2-й степеней, рядом медалей. Заслуженный юрист РСФСР, Заслуженный работник МВД СССР, Почётный гражданин Хабаровска (1985).

## Сочинения
- Грищенко П. Я. Проявляя смекалку и смелость. // Военно-исторический журнал. — 1986. — № 2. — С.38-42.